# Anna Kantor
Anna Kantor (* 15. Dezember 2004) ist eine ungarische Tennisspielerin.

## Karriere
Kantor spielt bislang überwiegend Turniere der ITF Juniors World Tennis Tour und der ITF Women’s World Tennis Tour.
2019 trat Kantor beim mit 15.000 US-Dollar dotierten und 2021 beim mit 25.000 US-Dollar dotierten ITF-Turnier in Budapest an, verlor aber jeweils bereits in der ersten Runde.
Kantor spielte im Juli 2022 ihr erstes Turnier der WTA Tour, als sie eine Wildcard für die Qualifikation zum Hungarian Grand Prix erhielt. Sie verlor aber bereits ihr Auftaktmatch gegen Gabriela Lee mit 3:6 und 5:7.